# 陈塘庄站
陈塘庄站是一个位于中国天津市河西区陈塘庄街道大沽南路与规划冬融路交叉口以西，属于天津地铁1号线的地铁车站。

## 车站结构

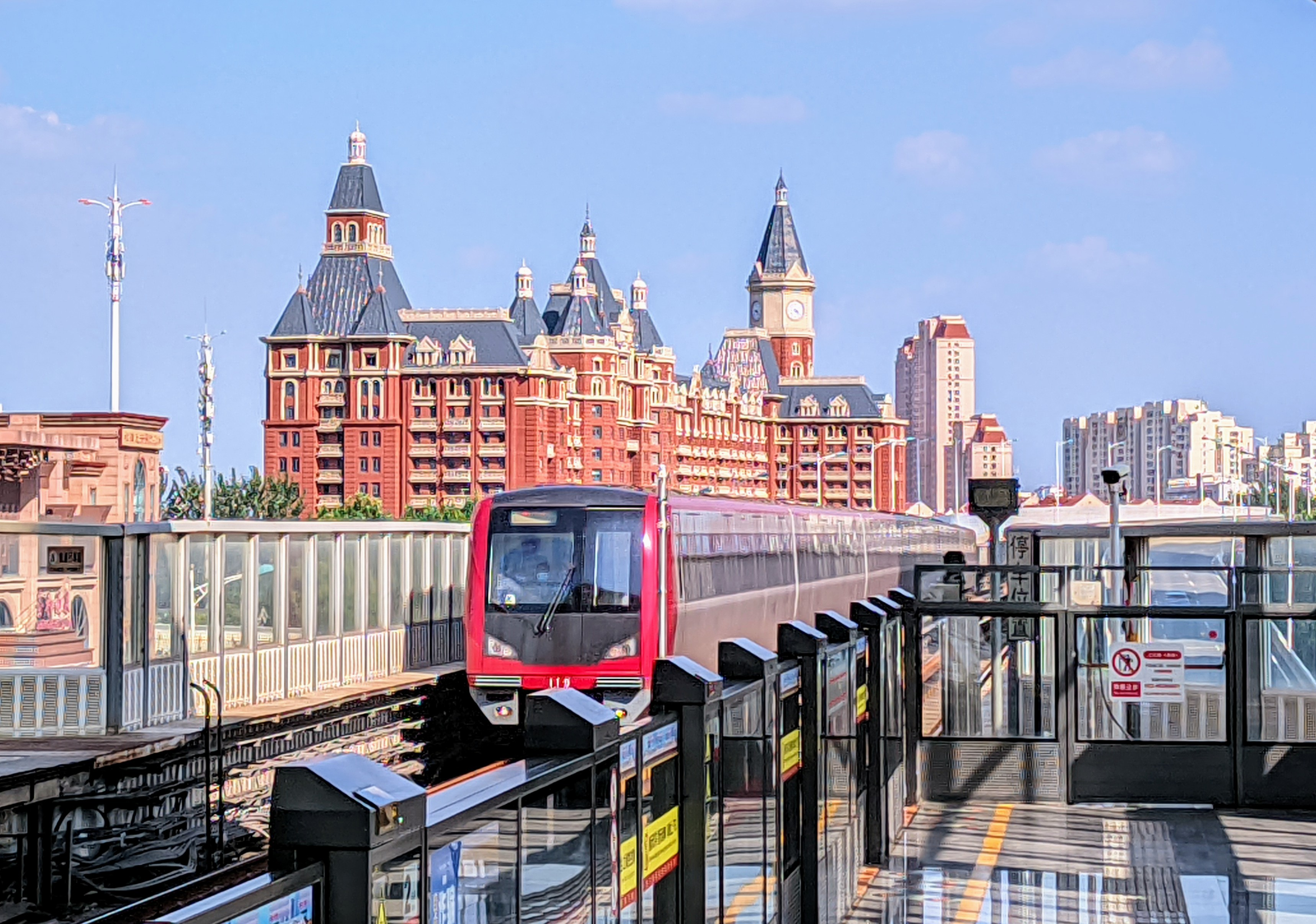
天津地铁1号线列车驶入本站

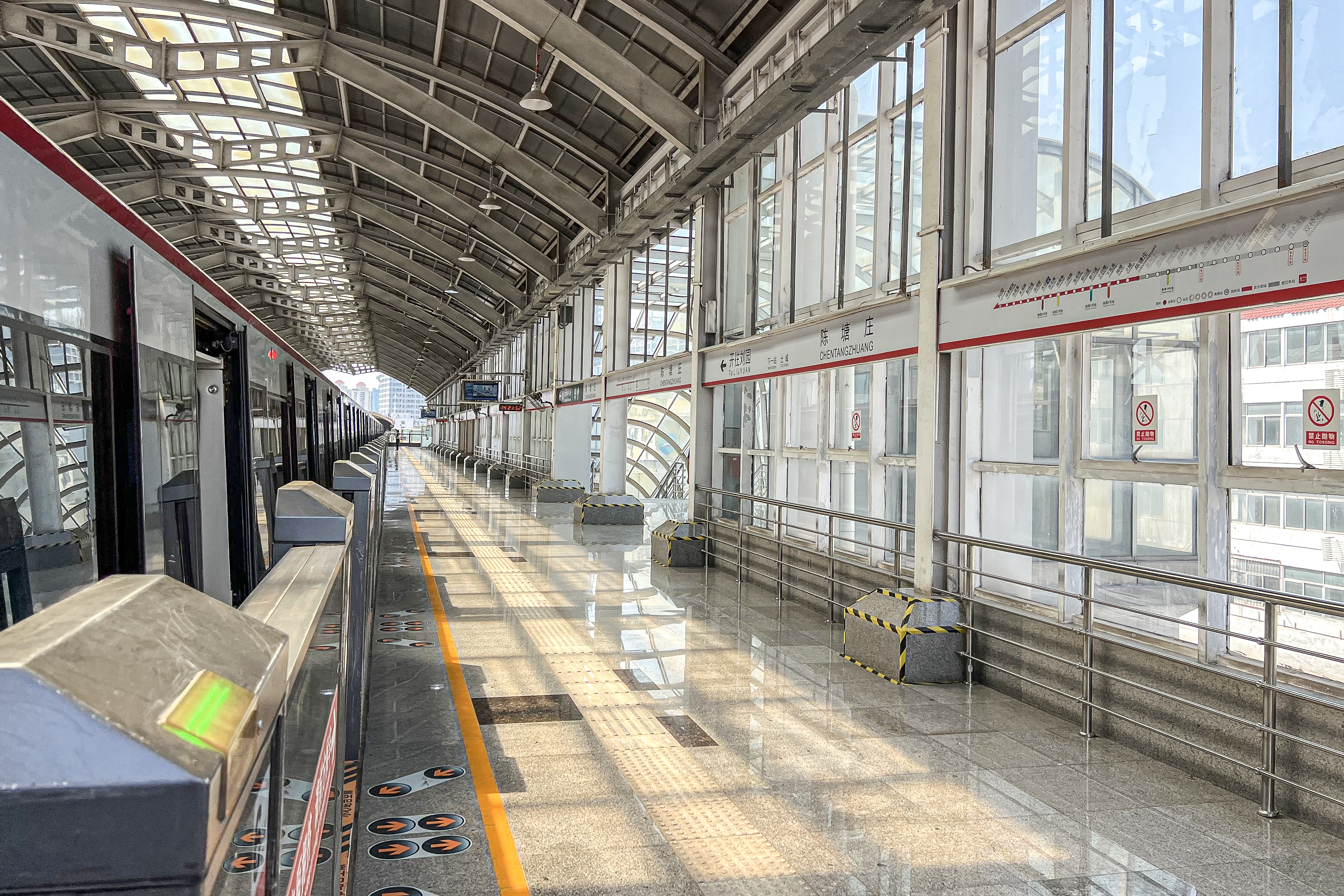
站台（刘园方向）

陈塘庄站建筑由位于道路南北两侧的出入口、路南站房和位于道路中心的高架站台、站厅组成。站厅位于车站地上二层，包括集散厅与联系天桥，站厅内设有地铁客服中心，可为乘客提供人工购票、天津城市卡及地铁储值卡的发售充值、失物招领等服务。另外，站厅内还设有自动售票机、验票机、深圳发展银行自动取款机等自助服务设施。站台位于车站地上三层。站台位于车站地上三层，为侧式站台，站台宽度3.5米，并设有半高安全门。本站付费区设有自动扶梯及楼梯各4组连接站台，非付费区亦设有自动扶梯及楼梯各3组连接地面各出口。
| 地上三层 | 侧式站台，右側開门 | 侧式站台，右側開门                       |
| 地上三层 | 轨道（北）         | █ 1号线往刘园（土城）                    |
| 地上三层 | 轨道（南）         | █ 1号线往双桥河（复兴门）                |
| 地上三层 | 侧式站台，右側開门 |                                          |
| 地上二层 | 站厅               | 客服中心、自动售票机、验票机、自动取款机 |
| 地面     | 出入口             | A—C出入口                                |

## 车站出口
陈塘庄站共设3个出口，各出口及周围设施如下所示：
|          |      |              |                                                        |
| 出口编号 | 照片 | 地点         | 可到达目的地                                           |
| 出口 · A |      | 大沽南路北侧 | 排水工程有限公司、河西外国语学校、天津小学、福汇里     |
| 出口 · B |      | 大沽南路南侧 | 公安消防中队、洪泽里                                   |
| 出口 · C |      | 大沽南路南侧 | 天津无缝钢管厂、天津起重设备有限公司、天津市化工机械厂 |

另外，陈塘庄站还设有两部可供残障人士使用的电梯，可直接往返于站台和地面之间。

## 换乘交通
| 公共汽车线路 \| 编号 \| 编号 \| 线路 \| 线路 \| 线路 \| 收费 \| 运营商 \| 备注 \| \| ---- \| ----- \| -------------- \| ---- \| -------------- \| ---- \| ---------- \| --------------- \| \| \| 93 \| 中心公园 \| ⇆ \| 双马公交站 \| 2元 \| 公交二公司 \| 合并原 693、823 \| \| \| 676南 \| 天津站（A3-3） \| ⇆ \| 天职师大公交站 \| 2元 \| 公交二公司 \| \| |       |                |      |                |      |            |                 |
| 编号 | 编号  | 线路           | 线路 | 线路           | 收费 | 运营商     | 备注            |
| | 93    | 中心公园       | ⇆    | 双马公交站     | 2元  | 公交二公司 | 合并原 693、823 |
| | 676南 | 天津站（A3-3） | ⇆    | 天职师大公交站 | 2元  | 公交二公司 |                 |

| 编号 | 编号  | 线路           | 线路 | 线路           | 收费 | 运营商     | 备注            |
| ---- | ----- | -------------- | ---- | -------------- | ---- | ---------- | --------------- |
|      | 93    | 中心公园       | ⇆    | 双马公交站     | 2元  | 公交二公司 | 合并原 693、823 |
|      | 676南 | 天津站（A3-3） | ⇆    | 天职师大公交站 | 2元  | 公交二公司 |                 |

## 车站历史
- 2006年6月12日，随天津地铁1号线开通启用。